# Ministério

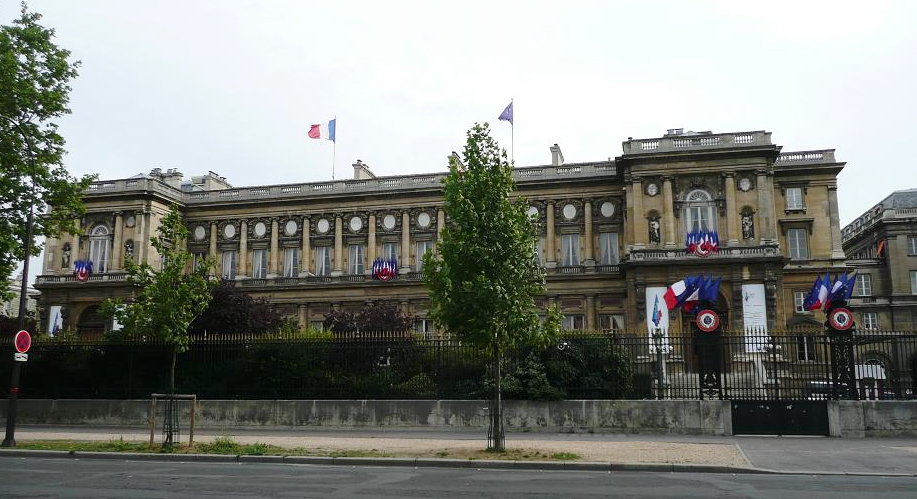
Edifício do Ministério dos Negócios Estrangeiros francês, no Quai d'Orsay em Paris, França

Um ministério é um dos departamentos superiores em que se articula a administração pública de um país ou de outro território dotado de governo próprio. 
Cada ministério funciona sob a tutela e a direção de um membro do governo - geralmente designado "ministro" - e constitui a "pasta" deste.

## Designações

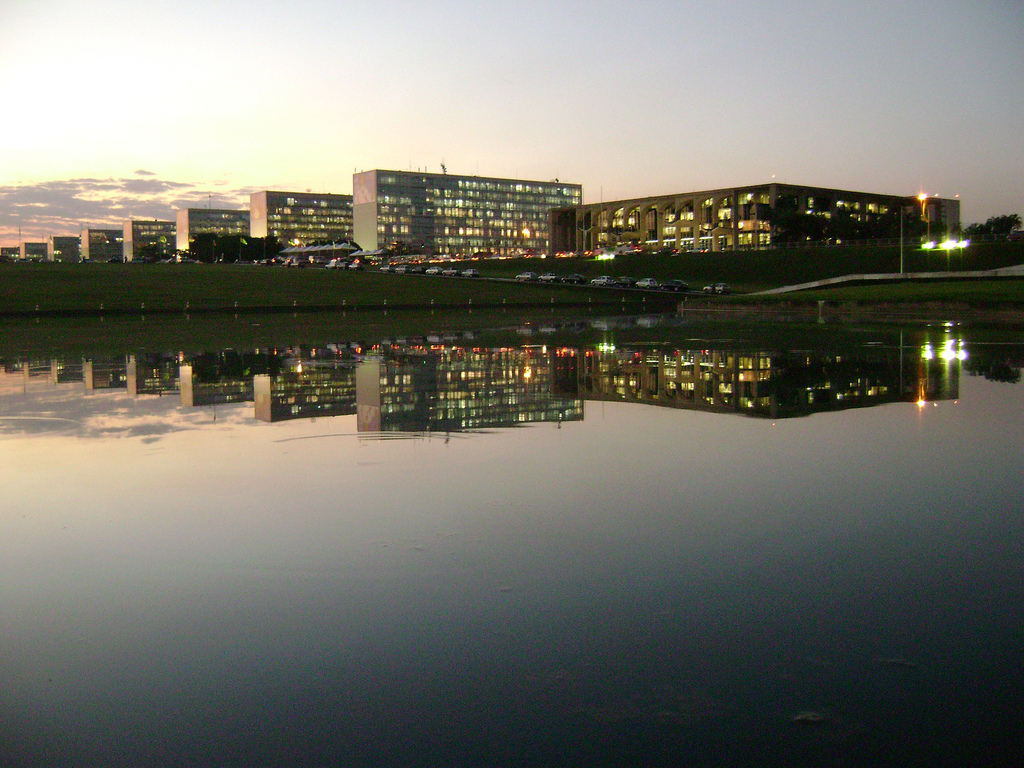
Esplanada dos Ministérios no Eixo Monumental, em Brasília, Brasil

O termo "ministério" é usado para designar as principais repartições dos governos nacionais da maioria dos países, incluindo os da Alemanha, Angola, Brasil, França, Itália, Moçambique, Portugal e Rússia. Este termo também é usado no âmbito dos governos das unidades federativas de algumas uniões federais, como é o caso dos Länder alemães, das regiões belgas, das províncias canadianas e dos estados malaios. Em países como a África do Sul, a Austrália e a Suécia, é usado o termo "departamento", ainda que o seu titular seja designado "ministro". O termo "departamento" também é usado em países cujos membros do governo têm o título de "secretários de Estado" (Reino Unido), "secretários" (EUA e Filipinas) ou conselheiros (Suíça). Por outro lado, no âmbito de governos como os do México e de São Marino, cujos membros têm o título de "secretários de Estado", é usado o termo "secretaria de Estado". Na Bélgica, depois da reforma administrativa de 1999, a maioria dos anteriores ministérios federais passou a designar-se "serviço público federal", continuando, no entanto, os seus titulares a designar-se "ministros".
No âmbito dos governos de alguns estados e territórios, certos ministérios podem ter designações particulares. Assim, o departamento ministerial diretamente dependente do chefe de governo, conforme os casos, pode designar-se "gabinete do primeiro-ministro", "presidência do conselho de ministros", "presidência do governo" ou "chancelaria". Para além de designar os departamentos dos chefes de governo de alguns estados, o termo "chancelaria" também é usado correntemente, ainda que de forma não oficial, para designar os ministérios das Relações Exteriores no Brasil e em diversos outros países da América Latina, bem como o Ministério da Justiça na França. No Reino Unido, por razões históricas, alguns departamentos ministeriais têm designações particulares, como é o caso do Tesouro (Treasury, equivalente a um ministério das Finanças) e da Repartição Doméstica (Home Office, equivalente a um ministério do Interior). Por outro lado, alguns departamentos governamentais britânicos, como o Ministério da Defesa (Ministry of Defense), são designados "ministérios", ainda que o seu titular não tenha o título de "ministro", mas sim o de "secretário de Estado". Na Santa Sé, os departamentos da Cúria Romana (equivalentes a ministérios) são genericamente denominados "dicastérios", entre os quais se incluem a Secretaria de Estado, as congregações e os conselhos pontíficos.
Os sistemas com vários níveis de governo, como os estados federais e regionais, incluem departamentos do tipo ministerial, tanto na administração central, como nas várias administrações estaduais, regionais ou locais. Em alguns casos de administrações de estados federados e de regiões é usado o termo "ministério". No entanto, na maioria dos casos, são usados outros termos como "secretaria estadual" (estados federados brasileiros), "secretaria regional" (regiões autónomas portuguesas), "assessoria" (regiões italianas) ou "consejería" (comunidades espanholas). No que diz respeito às administrações locais ou municipais, usam-se termos como "secretaria municipal" (municípios brasileiros) ou "pelouro" (municípios portugueses). Nos países anglo-saxónicos, é comum usar-se a designação "departamento" em todos os níveis de governo.

## Funções

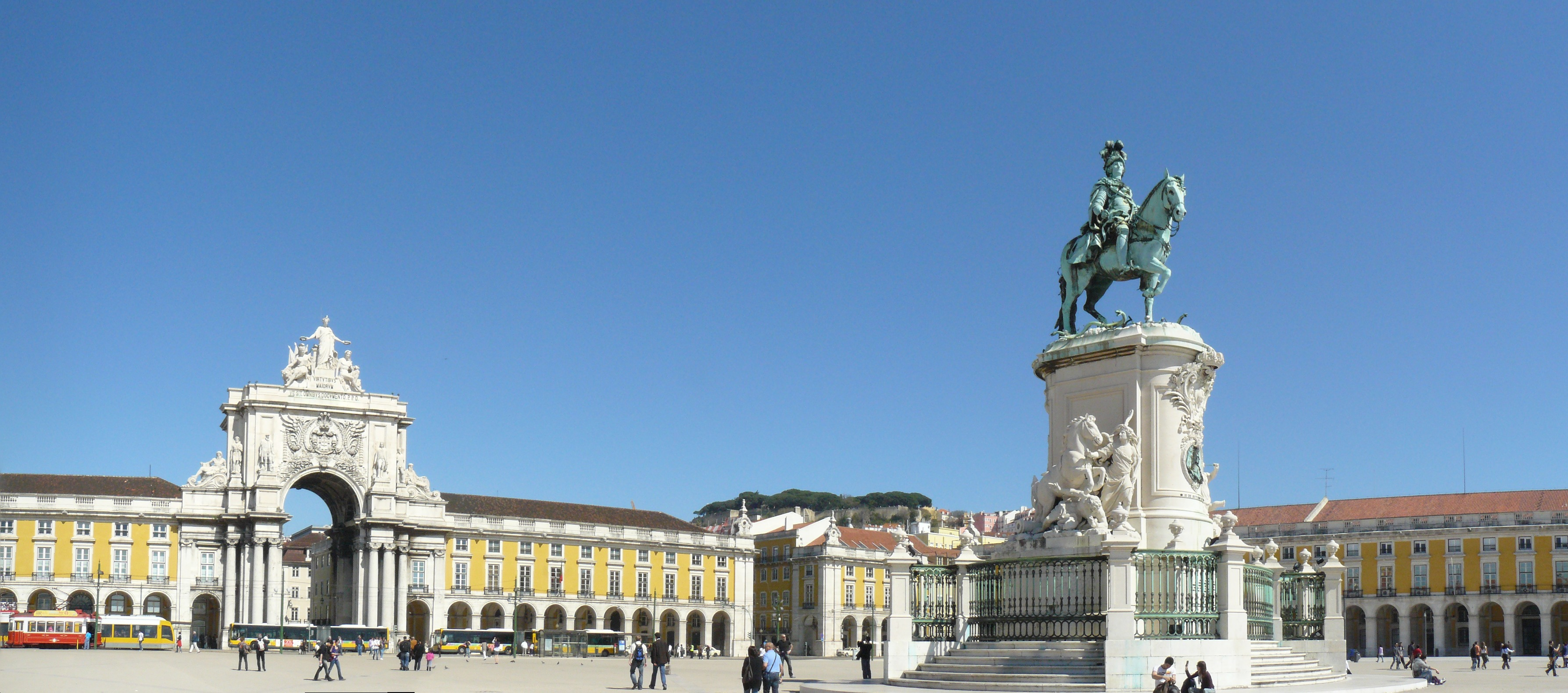
Terreiro do Paço, sede de variados ministérios, em Lisboa, Portugal

Cada um dos ministérios tem competências sobre um determinado setor funcional da administração pública ou, mais raramente, competências de âmbito territorial. O número de ministérios varia significativamente de governo para governo. Em geral, quanto maior é amplitude da intervenção estatal, maior é o número de ministérios existentes. Assim, nos países socialistas, normalmente é bastante elevado, enquanto que nos países onde é praticado o liberalismo económico o seu número médio varia entre os dez e os 20. Entre estes, estão quase sempre aqueles considerados "ministérios chave", como são os casos dos ministérios do Exterior, do Interior, das Finanças, da Defesa e da Justiça. Estes, são normalmente os departamentos ministeriais mais antigos, representando o núcleo original do que eram as funções do estado. Com o alargamento das funções desempenhadas pelo estado, no decorrer do século XX, novos ministérios foram-se juntando aos originais. Alguns, como são os casos dos ministérios da Agricultura, do Comércio, da Indústria e dos Transportes, com competências sobre os vários setores da economia. Outros com competências para a prestação de determinados serviços públicos, como são os casos dos ministérios da Educação, da Saúde e dos Correios. Outros ainda, com competências para a execução de políticas sociais, como são os casos dos ministérios do Trabalho, da Previdência Social, da Juventude e da Igualdade de Oportunidades.
No âmbito da sua esfera de competências, cada ministério exerce funções públicas, essencialmente de natureza administrativa, em conformidade com as diretrizes políticas estabelecidas pelo governo. O membro do governo titular do ministério assegura a tradução das diretrizes políticas em atividades administrativas. As funções administrativas atribuídas a um ministério podem consistir tanto no exercício dos poderes públicos como na execução do serviço público. Além das funções administrativas, os ministérios podem ser investidos em funções normativas que, num estado de direito, se reduzem aos poderes de regulamentação, já que as funções legislativas cabem essencialmente ao parlamento. Ainda assim, os ministérios participam no processo legislativo, ao elaborarem as propostas de lei que o governo submete ao parlamento.
Em virtude das suas amplas funções, a cada ministério é atribuída uma dotação orçamental própria, através do orçamento anual do estado, que é utilizada para efetuar as suas despesas de funcionamento, de prestação de serviços e de investimento. Neste aspecto, tende a surgir uma dialética, por um lado, entre o ministério interessado e o ministério das Finanças - cuja missão principal é a de encontrar recursos financeiros para o funcionamento da administração pública e assegurar o cumprimento do orçamento do estado - e, por outro lado, entre o ministério interessado e os restantes ministérios pela obtenção de um maior quinhão dos recursos financeiros disponíveis.

## Estrutura

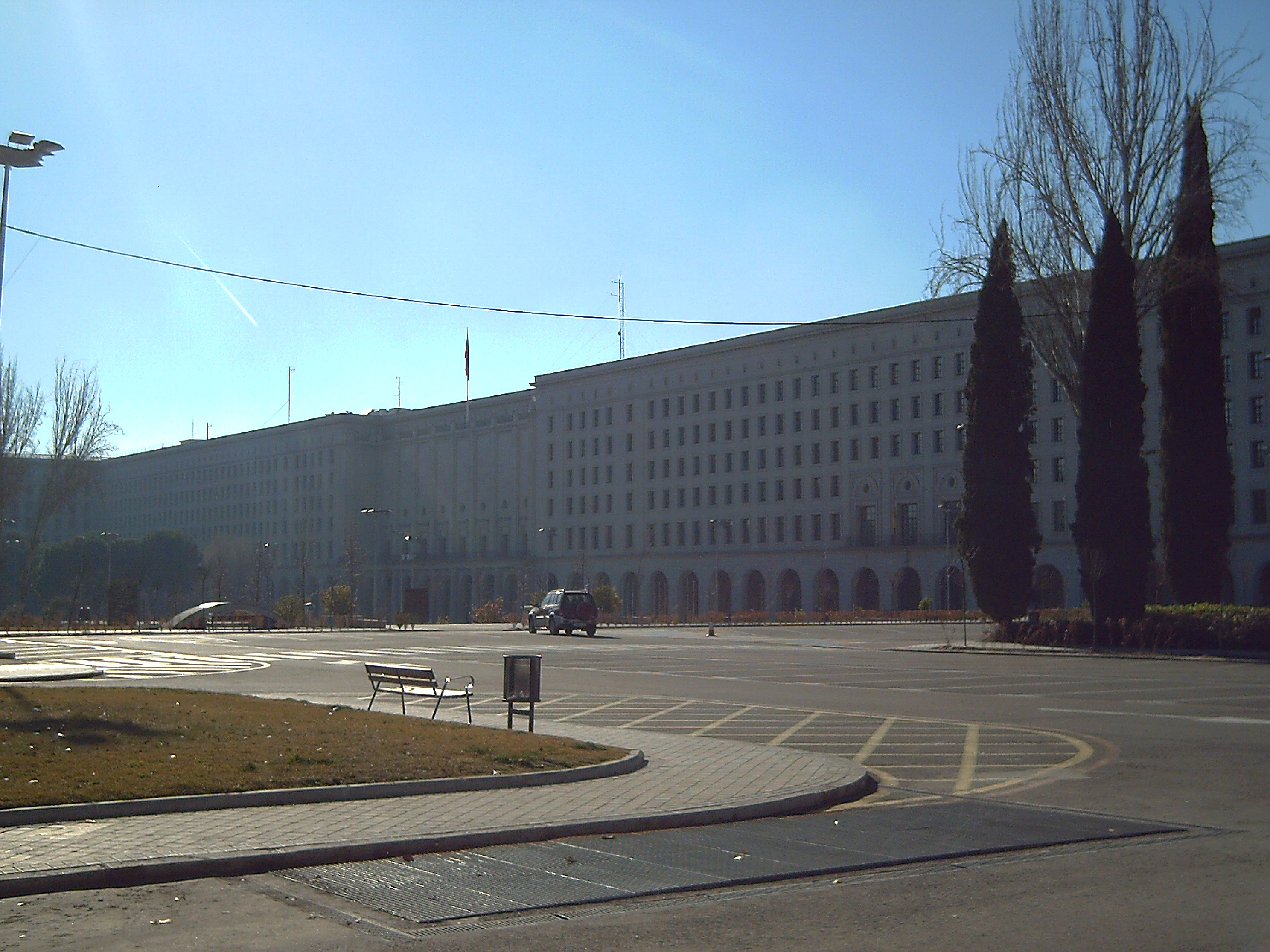
Complexo ministerial dos Novos Ministérios, em Madrid, Espanha

Cada ministério é um organismo complexo, articulado numa pluralidade de órgãos e serviços  - por sua vez, simples ou complexos - hierarquicamente estruturados, sob a direção geral de um órgão unipessoal (ministro). O ministério atribuído a um determinado ministro constitui a sua "pasta". Podem ser atribuídos vários ministérios a um único ministro, bem como - em alguns sistemas políticos - pode um único ministério ser gerido por vários ministros. Na Santa Sé, ao contrário do que acontece na maioria dos outros estados, a maioria dos dicastérios (ministérios) tem na sua cúpula um órgão colegial.
Em muitos sistemas, os ministros são coadjuvados na direção dos seus ministérios por outros órgãos unipessoais de natureza política, frequentemente designados "vice-ministros", "secretários de Estado" (quando este título não é atribuído ao próprio titular do  ministério), "subsecretários de Estado", "secretários parlamentares" (nos estados em que vigora o Sistema de Westminster) ou mesmo "ministros" (subalternos). Os titulares destes órgãos são normalmente políticos e fazem parte do governo, ainda que não sejam considerados "ministros de gabinete" e não tenham assim assento permanente no conselho de ministros. Em alguns sistemas, estes órgãos podem ter não apenas funções de coadjuvar um ministro, mas podem eles próprios dirigir uma divisão do ministério organizada como um departamento governamental estruturado (secretaria de Estado, subsecretariado de Estado, etc.).
Para além dos órgãos de natureza política, os ministros são normalmente coadjuvado por um órgão unipessoal de natureza administrativa, frequentemente designado "secretário-geral", "secretário-executivo" ou "secretário permanente" (no Sistema de Westminster). O titular deste órgão é um funcionário público, da carreira administrativa do ministério, hierarquicamente superior aos restantes, sendo responsável por coordenar a atuação dos dirigentes dos vários órgãos burocráticos ministeriais. Apesar de ser um funcionário público, a sua nomeação é, normalmente, feita por escolha política.
Do ponto de vista organizacional, os ministérios - como as restantes repartições públicas - são organizações tipicamente burocráticas, que recorrem amplamente à departamentalização como mecanismo de coordenação. Os ministérios são assim divididos em vários órgãos que - conforme o tipo de macroestrutura adoptado - têm uma especialização por tipo de funções, por tipo de serviços ou por tipo de utente. Tradicionalmente, estes orgãos ministeriais designam-se "direções-gerais" em muitos países. Os diversos orgãos podem ter funções executivas (quando se destinam a executar as políticas públicas da responsabilidade do ministério), de controlo (quando se destinam inspecionar, a auditar ou a avaliar) ou de coordenação (quando se destinam a promover a articulação entre vários órgãos e domínios). Por outro lado, os órgãos podem ser centrais (se a sua competência se exerce sobre todo o território de jurisdição do ministério) ou periféricos (se essa competência se exerce apenas sobre uma parcela desse território). Os órgãos periféricos podem dispor de autoridade e funções mais ou menos alargadas, conforme a organização seja mais do tipo descentralizado ou do tipo centralizado.
Alguns ministérios integram, tutelam ou têm vinculados alguns órgãos da administração pública indireta, os quais são dotados de uma elevada autonomia administrativa e financeira, bem como são, frequentemente, dotados de personalidade jurídica própria e, assim, distinta da do estado. Incluídos nesses órgãos estão entidades como autarquias, empresas públicas, fundações públicas, institutos públicos ou sociedades de economia mista.

## Lista de ministérios

### Por país
- Ministérios do Brasil
- Ministérios de Portugal
- Ministérios da Suécia

### Por área de atuação
- Ministério do Interior
- Ministério da Defesa
- Ministério da Educação
- Ministério da Justiça
- Ministério das Relações Exteriores
- Ministério da Saúde